# Municipio de Clontarf
El municipio de Clontarf (en inglés: Clontarf Township) es un municipio ubicado en el condado de Swift en el estado estadounidense de Minnesota. En el año 2010 tenía una población de 86 habitantes y una densidad poblacional de 0,98 personas por km².

## Geografía
El municipio de Clontarf se encuentra ubicado en las coordenadas 45°21′21″N 95°40′50″O / 45.35583, -95.68056. Según la Oficina del Censo de los Estados Unidos, el municipio tiene una superficie total de 88.18 km², de la cual 87,78 km² corresponden a tierra firme y (0,45 %) 0,4 km² es agua.

## Demografía
Según el censo de 2010, había 86 personas residiendo en el municipio de Clontarf. La densidad de población era de 0,98 hab./km². De los 86 habitantes, el municipio de Clontarf estaba compuesto por el 96,51 % blancos, el 1,16 % eran asiáticos y el 2,33 % eran de una mezcla de razas. Del total de la población el 0 % eran hispanos o latinos de cualquier raza.